# Kemira
Kemira is een Fins bedrijf dat gevestigd is te Helsinki.

## Geschiedenis
Het bedrijf werd in 1920 opgericht als Valtion Rikkihappo- ja Superfosfaattitehtaat Oy, wat zoveel betekent als: Staatsbedrijf voor de productie van Zwavelzuur en Superfosfaat. Het bedrijf moest niet alleen in de behoefte aan kunstmest voorzien, doch ook in de behoefte aan zwavelzuur voor, onder andere, de munitiefabrieken. Op dat ogenblik was het beleid om de Finse landbouw zelfvoorzienend te maken. Het daartoe benodigde fosfaat moest echter worden ingevoerd.
Er werd een zwavelzuurfabriek gebouwd in Lappeenranta en een superfosfaatfabriek in Kotka. Deze begonnen de productie in 1922. Er werd jaarlijks ongeveer 20 kton zwavelzuur en 30 kton superfosfaat geproduceerd. Later kwamen er fabrieken bij in Kokkola en Harjavalta. Ook de munitiefabriek in Vihtavuori werd onderdeel van het concern. Op het eind van de jaren 40 van de 20e eeuw waren er 750 mensen in dienst.
Gedurende de jaren 50 van de 20e eeuw begon de productie van mengmestkorrels. In 1961 werd de naam veranderd in Rikkihappo Oy en werkten er 1.867 mensen. Gedurende de jaren 60 van de 20e eeuw begon men met de productie van basischemicaliën zoals aluminiumsulfaat, natriumsulfaat en calciumchloride. In 1968 werd te Vaasa een fabriek voor bestrijdingsmiddelen geopend. Ook nieuwe kunstmestfabrieken werden geopend. In 1969 was het personeelsbestand gegroeid tot 3.768.
In 1968 werd een fabriek voor titaniumdioxide-pigmenten, Vuorikemia Oy, overgenomen. In 1972 werd de naam van het bedrijf in Kemira Oy veranderd. Men kocht bedrijven in de verf- en kunstvezelsector en in 1979 werd het aantal van 7.000 medewerkers bereikt. In 1980 werd een apatietmijn geopend en in 1987 kwam een fabriek voor fijnchemicaliën gereed.

## Benelux
Vanaf de jaren 60 begon het bedrijf zich internationaal te oriënteren. Zo werd in 1984 de fabriek van DSM Agro te Pernis overgenomen en ook de ammoniakfabriek van Esso Chemie te Rozenburg. In 1986 werd het Belgische Gechem, het moederbedrijf van Carbochimique over. In 1993 werd een fabriek voor calciumchloride opgezet, samen met AkzoNobel, onder de naam Kemax. Deze bevindt zich op het Chemiepark Delfzijl. In 1993 werd Tiofine ingelijfd. Dit werd echter in 1999 weer doorverkocht.

## Heden
Tegenwoordig bezit Kemira nog twee productievestigingen in de Benelux, te weten:
- Kemira Water Solutions (chemicaliën voor waterzuivering) in Botlek
- Kemira Chemicals te Europoort

Wereldwijd werkten in 2009 8.493 personen bij Kemira, in tal van landen. De fabrieken produceren fijnchemicaliën, pigmenten en verven, kunstmeststoffen en producten voor de papierindustrie, de waterzuivering en de oliewinning.